# Benedict Akwuegbu
Benedict Akwuegbu est un footballeur nigérian né le 3 novembre 1974 à Lagos.

## Carrière
- 1989-1991 : Highlanders Keffi ( Nigeria)
- 1991-1992 : RC Lens ( France)
- 1992-1993 : Eendracht Alost ( Belgique)
- 1993-1996 : KRC Harelbeke ( Belgique)
- 1996-1997 : KSV Waregem ( Belgique)
- 1997-1998 : KVK Tirlemont ( Belgique)
- 1998-2002 : Grazer AK ( Autriche)
- 2002 : Changsha Ginde ( Chine)
- 2002-2004 : Grazer AK ( Autriche)
- 2003-2004 : FC Kärnten ( Autriche)
- 2004-2005 : FC Saint-Gall ( Suisse)
- 2004-2006 : FC Wacker Tirol ( Autriche)
- 2005-2006 : Siegen ( Allemagne)
- 2006 : Tianjin TEDA  ( Chine)
- 2007- : Qingdao Zhongneng ( Chine)